# Mané pelado
Mané pelado ou bolo mané pelado é um bolo brasileiro muito tradicional em Goiás e na Região Centro-Oeste. É composto por mandioca e coco ralados e um queijo salgado como o queijo canastra ou o queijo minas. Pode ser encontrado nas Festas Juninas regionais do Brasil.

## História
Embora a história exata deste bolo seja desconhecida, existem duas lendas que explicam a sua origem. Uma lenda conta que esse bolo foi inventado por uma moradora de Goiás que mandou seu marido Manuel, ou Manoel, vendê-lo nas ruas. Manuel, ou Mané, vendia esse bolo sem camisa devido ao calor intenso do cerrado. Por conta disso, o bolo de mandioca que ele vendia passou a ser conhecido como bolo do mané pelado e, finalmente, mané pelado. Outra lenda afirma que a sobremesa recebeu esse nome em homenagem a um fazendeiro chamado Mané, que colhia mandioca nu.
Existem várias receitas de bolo mané pelado.